# Neoperla triangulata
Neoperla triangulata är en bäcksländeart som beskrevs av Kawai 1975. Neoperla triangulata ingår i släktet Neoperla och familjen jättebäcksländor. Inga underarter finns listade i Catalogue of Life.